# Campeonato FIBA Américas Sub-18 de 2016
El Campeonato FIBA Américas Sub-18 de 2016 fue la X edición del torneo de baloncesto organizado por FIBA Américas el torneo más importante a nivel de Americano para selecciones menores de 18 años. Se realizó en el Coliseo Municipal Antonio Azurmendy Riveros en la ciudad de Valdivia en la provincia del mismo nombre y en la Región de Los Ríos (Chile), del 19 al 23 de julio de 2016 y entregó cuatro plazas al Campeonato Mundial de Baloncesto Sub-19 de 2017.

## Primera fase

### Grupo A
|   | Equipo               | Pts | J | G | P | PF  | PC  | Dif |
| - | -------------------- | --- | - | - | - | --- | --- | --- |
| 1 | Canadá               | 6   | 3 | 3 | 0 | 253 | 190 | +63 |
| 2 | Brasil               | 5   | 3 | 2 | 1 | 186 | 183 | +3  |
| 3 | Argentina            | 4   | 3 | 1 | 2 | 188 | 221 | -33 |
| 4 | República Dominicana | 3   | 3 | 0 | 3 | 207 | 240 | -33 |

| 19 de julio, 15:45                    | Argentina                             | 58 - 92                               | Canadá                                                |  |
| Reporte                               |                                       |                                       |                                                       |  |
| Parciales: 16-17, 15-29, 10-29, 17-17 | Parciales: 16-17, 15-29, 10-29, 17-17 | Parciales: 16-17, 15-29, 10-29, 17-17 | Coliseo Municipal Antonio Azurmendy Riveros, Valdivia |  |
| Lautaro Berra 14 puntos               | Pts                                   | Lindell Wigginton 21 puntos           | Coliseo Municipal Antonio Azurmendy Riveros, Valdivia |  |
| Franco Acosta 8 rebotes               | Rebs                                  | Grant Shephard 7 rebotes              | Coliseo Municipal Antonio Azurmendy Riveros, Valdivia |  |
| Lautaro López 3 asistencias           | Asists                                | Shai Gilgeous-Alexander 5 asistencias | Coliseo Municipal Antonio Azurmendy Riveros, Valdivia |  |

| 19 de julio, 18:00                    | República Dominicana                  | 58 - 74                               | Brasil                                                |  |
| Reporte                               |                                       |                                       |                                                       |  |
| Parciales: 13-19, 11-20, 12-18, 22-17 | Parciales: 13-19, 11-20, 12-18, 22-17 | Parciales: 13-19, 11-20, 12-18, 22-17 | Coliseo Municipal Antonio Azurmendy Riveros, Valdivia |  |
| Daniel Vitiello 14 puntos             | Pts                                   | Gabriel Galvanini 25 puntos           | Coliseo Municipal Antonio Azurmendy Riveros, Valdivia |  |
| Jose Pérez 7 rebotes                  | Rebs                                  | Lucas Pereira 9 rebotes               | Coliseo Municipal Antonio Azurmendy Riveros, Valdivia |  |
| Victor Pena 2 asistencias             | Asists                                | Felipe Ruivo 9 asistencias            | Coliseo Municipal Antonio Azurmendy Riveros, Valdivia |  |

| 20 de julio, 13:30                    | Canadá                                | 87 - 74                               | República Dominicana                                  |  |
| Reporte                               |                                       |                                       |                                                       |  |
| Parciales: 20-12, 21-15, 28-28, 18-19 | Parciales: 20-12, 21-15, 28-28, 18-19 | Parciales: 20-12, 21-15, 28-28, 18-19 | Coliseo Municipal Antonio Azurmendy Riveros, Valdivia |  |
| O'Shae Brissett 23 puntos             | Pts                                   | Lionel Figueroa 22 puntos             | Coliseo Municipal Antonio Azurmendy Riveros, Valdivia |  |
| O'Shae Brissett 12 rebotes            | Rebs                                  | Victor Pena 9 rebotes                 | Coliseo Municipal Antonio Azurmendy Riveros, Valdivia |  |
| Lindell Wigginton 5 asistencias       | Asists                                | Jose Pérez 3 asistencias              | Coliseo Municipal Antonio Azurmendy Riveros, Valdivia |  |

| 20 de julio, 18:00                   | Brasil                               | 54 - 51                              | Argentina                                             |  |
| Reporte                              |                                      |                                      |                                                       |  |
| Parciales: 11-12, 13-13, 18-9, 12-17 | Parciales: 11-12, 13-13, 18-9, 12-17 | Parciales: 11-12, 13-13, 18-9, 12-17 | Coliseo Municipal Antonio Azurmendy Riveros, Valdivia |  |
| Danilo Santos 11 puntos              | Pts                                  | Matias Solanas 12 puntos             | Coliseo Municipal Antonio Azurmendy Riveros, Valdivia |  |
| Michael Uchendu 20 rebotes           | Rebs                                 | Maximiliano Andreatta 8 rebotes      | Coliseo Municipal Antonio Azurmendy Riveros, Valdivia |  |
| Felipe Ruivo 3 asistencias           | Asists                               | Stefano Pierotti 3 asistencias       | Coliseo Municipal Antonio Azurmendy Riveros, Valdivia |  |

| 21 de julio, 13:30                    | Brasil                                | 58 - 74                                | Canadá                                                |  |
| Reporte                               |                                       |                                        |                                                       |  |
| Parciales: 13-15, 18-11, 15-29, 12-19 | Parciales: 13-15, 18-11, 15-29, 12-19 | Parciales: 13-15, 18-11, 15-29, 12-19  | Coliseo Municipal Antonio Azurmendy Riveros, Valdivia |  |
| Michael Uchendu 14 puntos             | Pts                                   | O'Shae Brissett 19 puntos              | Coliseo Municipal Antonio Azurmendy Riveros, Valdivia |  |
| Michael Uchendu 12 rebotes            | Rebs                                  | Lindell Wigginton 6 rebotes            | Coliseo Municipal Antonio Azurmendy Riveros, Valdivia |  |
| Felipe Ruivo 4 asistencias            | Asists                                | Shai Gilgeous-Alexander 12 asistencias | Coliseo Municipal Antonio Azurmendy Riveros, Valdivia |  |

| 21 de julio, 18:00                    | Argentina                             | 79 - 75                               | República Dominicana                                  |  |
| Reporte                               |                                       |                                       |                                                       |  |
| Parciales: 17-18, 22-14, 19-32, 21-11 | Parciales: 17-18, 22-14, 19-32, 21-11 | Parciales: 17-18, 22-14, 19-32, 21-11 | Coliseo Municipal Antonio Azurmendy Riveros, Valdivia |  |
| Facundo Corvalan 22 puntos            | Pts                                   | Jose Pérez 21 puntos                  | Coliseo Municipal Antonio Azurmendy Riveros, Valdivia |  |
| Santiago Roitman 12 rebotes           | Rebs                                  | Ismael Waldron 12 rebotes             | Coliseo Municipal Antonio Azurmendy Riveros, Valdivia |  |
| Facundo Corvalan 10 asistencias       | Asists                                | Daniel Vitiello 5 asistencias         | Coliseo Municipal Antonio Azurmendy Riveros, Valdivia |  |

### Grupo B
|   | Equipo                         | Pts | J | G | P | PF  | PC  | Dif |
| - | ------------------------------ | --- | - | - | - | --- | --- | --- |
| 1 | Estados Unidos                 | 6   | 3 | 3 | 0 | 280 | 183 | +97 |
| 2 | Puerto Rico                    | 5   | 3 | 2 | 1 | 225 | 224 | +1  |
| 3 | Chile                          | 4   | 3 | 1 | 2 | 178 | 185 | -7  |
| 4 | Islas Vírgenes Estadounidenses | 3   | 3 | 0 | 3 | 169 | 260 | -91 |

| 16 de julio, 13:30                    | Puerto Rico                           | 70 - 103                              | Estados Unidos                                        |  |
| Reporte                               |                                       |                                       |                                                       |  |
| Parciales: 11-20, 15-26, 26-33, 18-24 | Parciales: 11-20, 15-26, 26-33, 18-24 | Parciales: 11-20, 15-26, 26-33, 18-24 | Coliseo Municipal Antonio Azurmendy Riveros, Valdivia |  |
| Alexis Negron 23 puntos               | Pts                                   | Michael Porter 20 puntos              | Coliseo Municipal Antonio Azurmendy Riveros, Valdivia |  |
| Alexis Negron 13 rebotes              | Rebs                                  | Paul Washington 10 rebotes            | Coliseo Municipal Antonio Azurmendy Riveros, Valdivia |  |
| Jhivan Jackson 5 asistencias          | Asists                                | Trae Young 5 asistencias              | Coliseo Municipal Antonio Azurmendy Riveros, Valdivia |  |

| 16 de julio, 20:15                   | Chile                                | 68 - 45                              | Islas Vírgenes Estadounidenses                        |  |
| Reporte                              |                                      |                                      |                                                       |  |
| Parciales: 17-4, 12-14, 15-14, 24-13 | Parciales: 17-4, 12-14, 15-14, 24-13 | Parciales: 17-4, 12-14, 15-14, 24-13 | Coliseo Municipal Antonio Azurmendy Riveros, Valdivia |  |
| Ignacio Arroyo 16 puntos             | Pts                                  | Nicolas Claxton 9 puntos             | Coliseo Municipal Antonio Azurmendy Riveros, Valdivia |  |
| Camilo Torres 8 rebotes              | Rebs                                 | Nicolas Claxton 9 rebotes            | Coliseo Municipal Antonio Azurmendy Riveros, Valdivia |  |
| Nicolas Aguirre 7 asistencias        | Asists                               | Jahkeele Stevens 5 asistencias       | Coliseo Municipal Antonio Azurmendy Riveros, Valdivia |  |

| 20 de julio, 15:45                    | Islas Vírgenes Estadounidenses        | 63 - 107                              | Estados Unidos                                        |  |
| Reporte                               |                                       |                                       |                                                       |  |
| Parciales: 18-30, 17-28, 17-27, 11-22 | Parciales: 18-30, 17-28, 17-27, 11-22 | Parciales: 18-30, 17-28, 17-27, 11-22 | Coliseo Municipal Antonio Azurmendy Riveros, Valdivia |  |
| Jahkeele Stevens 18 puntos            | Pts                                   | Michael Porter JR 20 puntos           | Coliseo Municipal Antonio Azurmendy Riveros, Valdivia |  |
| Jahmia Simmons 6 rebotes              | Rebs                                  | Jarrett Allen 10 rebotes              | Coliseo Municipal Antonio Azurmendy Riveros, Valdivia |  |
| Jahkeele Stevens 4 asistencias        | Asists                                | Trae Young 7 asistencias              | Coliseo Municipal Antonio Azurmendy Riveros, Valdivia |  |

| 20 de julio, 20:15                   | Puerto Rico                          | 70 - 60                              | Chile                                                 |  |
| Reporte                              |                                      |                                      |                                                       |  |
| Parciales: 14-15, 14-17, 22-19, 20-9 | Parciales: 14-15, 14-17, 22-19, 20-9 | Parciales: 14-15, 14-17, 22-19, 20-9 | Coliseo Municipal Antonio Azurmendy Riveros, Valdivia |  |
| Jesus Cruz 15 puntos                 | Pts                                  | Nicolas Aguirre 15 puntos            | Coliseo Municipal Antonio Azurmendy Riveros, Valdivia |  |
| Alexis Negron 10 rebotes             | Rebs                                 | Santiago Soulodre 10 rebotes         | Coliseo Municipal Antonio Azurmendy Riveros, Valdivia |  |
| Nicholas Washington 3 asistencias    | Asists                               | Nicolas Aguirre 4 asistencias        | Coliseo Municipal Antonio Azurmendy Riveros, Valdivia |  |

| 21 de julio, 15:45                   | Islas Vírgenes Estadounidenses       | 61 - 85                              | Puerto Rico                                           |  |
| Reporte                              |                                      |                                      |                                                       |  |
| Parciales: 19-14, 12-21, 23-26, 7-24 | Parciales: 19-14, 12-21, 23-26, 7-24 | Parciales: 19-14, 12-21, 23-26, 7-24 | Coliseo Municipal Antonio Azurmendy Riveros, Valdivia |  |
| Malcolm Farrington 17 puntos         | Pts                                  | Ethan Thompson 24 puntos             | Coliseo Municipal Antonio Azurmendy Riveros, Valdivia |  |
| Jahmia Simmons 12 rebotes            | Rebs                                 | Alexis Negron 11 rebotes             | Coliseo Municipal Antonio Azurmendy Riveros, Valdivia |  |
| Jahkeele Stevens 4 asistencias       | Asists                               | Jesus Cruz 3 asistencias             | Coliseo Municipal Antonio Azurmendy Riveros, Valdivia |  |

| 21 de julio, 20:15                   | Chile                                | 50 - 70                              | Estados Unidos                                        |  |
| Reporte                              |                                      |                                      |                                                       |  |
| Parciales: 14-9, 13-21, 13-20, 10-20 | Parciales: 14-9, 13-21, 13-20, 10-20 | Parciales: 14-9, 13-21, 13-20, 10-20 | Coliseo Municipal Antonio Azurmendy Riveros, Valdivia |  |
| Ignacio Arroyo 14 puntos             | Pts                                  | Kevin Huerter 14 puntos              | Coliseo Municipal Antonio Azurmendy Riveros, Valdivia |  |
| Maxwell Lorca 13 rebotes             | Rebs                                 | Mohamed Bamba 9 rebotes              | Coliseo Municipal Antonio Azurmendy Riveros, Valdivia |  |
| Nicolas Aguirre 4 asistencias        | Asists                               | Clifford Coleman 6 asistencias       | Coliseo Municipal Antonio Azurmendy Riveros, Valdivia |  |

### 5 al 8 lugar
| 22 de julio, 13:30                    | Argentina                             | 91 - 79                               | Islas Vírgenes Estadounidenses                        |  |
| Reporte                               |                                       |                                       |                                                       |  |
| Parciales: 17-20, 29-20, 26-25, 19-14 | Parciales: 17-20, 29-20, 26-25, 19-14 | Parciales: 17-20, 29-20, 26-25, 19-14 | Coliseo Municipal Antonio Azurmendy Riveros, Valdivia |  |
| Facundo Corvalan 18 puntos            | Pts                                   | Jahmia Simmons 22 puntos              | Coliseo Municipal Antonio Azurmendy Riveros, Valdivia |  |
| Lautaro Berra 6 rebotes               | Rebs                                  | Jahmia Simmons 16 rebotes             | Coliseo Municipal Antonio Azurmendy Riveros, Valdivia |  |
| Facundo Corvalan 8 asistencias        | Asists                                | Malcolm Farrington 3 asistencias      | Coliseo Municipal Antonio Azurmendy Riveros, Valdivia |  |

| 22 de julio, 15:45                    | Chile                                 | 72 - 69                               | República Dominicana                                  |  |
| Reporte                               |                                       |                                       |                                                       |  |
| Parciales: 16-14, 19-17, 21-16, 16-22 | Parciales: 16-14, 19-17, 21-16, 16-22 | Parciales: 16-14, 19-17, 21-16, 16-22 | Coliseo Municipal Antonio Azurmendy Riveros, Valdivia |  |
| Ignacio Arroyo 22 puntos              | Pts                                   | Lionel Figueroa 25 puntos             | Coliseo Municipal Antonio Azurmendy Riveros, Valdivia |  |
| Ignacio Arroyo 10 rebotes             | Rebs                                  | Lionel Figueroa 15 rebotes            | Coliseo Municipal Antonio Azurmendy Riveros, Valdivia |  |
| Nicolas Aguirre 5 asistencias         | Asists                                | Daniel Vitiello 5 asistencias         | Coliseo Municipal Antonio Azurmendy Riveros, Valdivia |  |

### Partido por el 7 lugar
| 23 de julio, 13:30                   | Islas Vírgenes Estadounidenses       | 77 - 63                              | República Dominicana                                  |  |
| Reporte                              |                                      |                                      |                                                       |  |
| Parciales: 24-24, 14-12, 25-9, 14-18 | Parciales: 24-24, 14-12, 25-9, 14-18 | Parciales: 24-24, 14-12, 25-9, 14-18 | Coliseo Municipal Antonio Azurmendy Riveros, Valdivia |  |
| Nicolas Claxton 17 puntos            | Pts                                  | Jose Familia 15 puntos               | Coliseo Municipal Antonio Azurmendy Riveros, Valdivia |  |
| Jahmia Simmons 16 rebotes            | Rebs                                 | Jose Familia 10 rebotes              | Coliseo Municipal Antonio Azurmendy Riveros, Valdivia |  |
| Jahkiebo Joseph 5 asistencias        | Asists                               | Yeison Rivera 3 asistencias          | Coliseo Municipal Antonio Azurmendy Riveros, Valdivia |  |

### Partido por el 5 lugar
| 23 de julio, 15:45                    | Argentina                             | 73 - 68                               | Chile                                                 |  |
| Reporte                               |                                       |                                       |                                                       |  |
| Parciales: 18-14, 24-19, 17-19, 14-16 | Parciales: 18-14, 24-19, 17-19, 14-16 | Parciales: 18-14, 24-19, 17-19, 14-16 | Coliseo Municipal Antonio Azurmendy Riveros, Valdivia |  |
| Lautaro López 13 puntos               | Pts                                   | Felipe Haase 18 puntos                | Coliseo Municipal Antonio Azurmendy Riveros, Valdivia |  |
| Maximiliano Andreatta 8 rebotes       | Rebs                                  | Felipe Haase 6 rebotes                | Coliseo Municipal Antonio Azurmendy Riveros, Valdivia |  |
| Lautaro López 5 asistencias           | Asists                                | Nicolas Aguirre 5 asistencias         | Coliseo Municipal Antonio Azurmendy Riveros, Valdivia |  |

## Fase final

### Semifinal
| 22 de julio, 18:00                   | Canadá                               | 83 - 66                              | Puerto Rico                                           |  |
| Reporte                              |                                      |                                      |                                                       |  |
| Parciales: 20-9, 25-19, 19-19, 19-19 | Parciales: 20-9, 25-19, 19-19, 19-19 | Parciales: 20-9, 25-19, 19-19, 19-19 | Coliseo Municipal Antonio Azurmendy Riveros, Valdivia |  |
| Lindell Wigginton 22 puntos          | Pts                                  | Jhivan Jackson 15 puntos             | Coliseo Municipal Antonio Azurmendy Riveros, Valdivia |  |
| O'Shae Brissett 8 rebotes            | Rebs                                 | Christian Negron 11 rebotes          | Coliseo Municipal Antonio Azurmendy Riveros, Valdivia |  |
| Lindell Wigginton 5 asistencias      | Asists                               | Jorge Pacheco 2 asistencias          | Coliseo Municipal Antonio Azurmendy Riveros, Valdivia |  |

| 22 de julio, 20:15                    | Estados Unidos                        | 88 - 48                               | Brasil                                                |  |
| Reporte                               |                                       |                                       |                                                       |  |
| Parciales: 23-14, 17-12, 33-12, 15-10 | Parciales: 23-14, 17-12, 33-12, 15-10 | Parciales: 23-14, 17-12, 33-12, 15-10 | Coliseo Municipal Antonio Azurmendy Riveros, Valdivia |  |
| Mitchell Porter 17 puntos             | Pts                                   | Joao Dos Santos 7 puntos              | Coliseo Municipal Antonio Azurmendy Riveros, Valdivia |  |
| Jarrett Allen 10 rebotes              | Rebs                                  | Joao Dos Santos 6 rebotes             | Coliseo Municipal Antonio Azurmendy Riveros, Valdivia |  |
| Markelle Fultz 11 asistencias         | Asists                                | Joao Dos Santos 4 asistencias         | Coliseo Municipal Antonio Azurmendy Riveros, Valdivia |  |

### Partido por el 3 lugar
| 23 de julio, 18:00                    | Puerto Rico                           | 58 - 59                               | Brasil                                                |  |
| Reporte                               |                                       |                                       |                                                       |  |
| Parciales: 15-14, 13-11, 18-17, 12-17 | Parciales: 15-14, 13-11, 18-17, 12-17 | Parciales: 15-14, 13-11, 18-17, 12-17 | Coliseo Municipal Antonio Azurmendy Riveros, Valdivia |  |
| Leandro Allende 15 puntos             | Pts                                   | Lucas Pereira 16 puntos               | Coliseo Municipal Antonio Azurmendy Riveros, Valdivia |  |
| Christian Negron 23 rebotes           | Rebs                                  | Lucas Pereira 16 rebotes              | Coliseo Municipal Antonio Azurmendy Riveros, Valdivia |  |
| Jorge Pacheco 4 asistencias           | Asists                                | Danilo Santos 5 asistencias           | Coliseo Municipal Antonio Azurmendy Riveros, Valdivia |  |

### Final
| 23 de julio, 20:15                    | Canadá                                | 84 - 99                               | Estados Unidos                                        |  |
| Reporte                               |                                       |                                       |                                                       |  |
| Parciales: 23-24, 21-24, 19-27, 21-24 | Parciales: 23-24, 21-24, 19-27, 21-24 | Parciales: 23-24, 21-24, 19-27, 21-24 | Coliseo Municipal Antonio Azurmendy Riveros, Valdivia |  |
| Nickeil Alexander-Walker 25 puntos    | Pts                                   | Markelle Fultz 23 puntos              | Coliseo Municipal Antonio Azurmendy Riveros, Valdivia |  |
| Abu Kigab 10 rebotes                  | Rebs                                  | Clifford Coleman 9 rebotes            | Coliseo Municipal Antonio Azurmendy Riveros, Valdivia |  |
| Jordan Henry 4 asistencias            | Asists                                | Markelle Fultz 5 asistencias          | Coliseo Municipal Antonio Azurmendy Riveros, Valdivia |  |

| Estados Unidos         |
| Campeón Estados Unidos |
| Octavo Título          |

## Clasificación
| Posición | Equipo                         |
| -------- | ------------------------------ |
| 1        | Estados Unidos                 |
| 2        | Canadá                         |
| 3        | Brasil                         |
| 4        | Puerto Rico                    |
| 5        | Argentina                      |
| 6        | Chile                          |
| 7        | Islas Vírgenes Estadounidenses |
| 8        | República Dominicana           |

## Clasificados al Campeonato Mundial Sub-19 2017
| Bandera de Estados Unidos | Bandera de Canadá | Bandera de Brasil | Bandera de Puerto Rico |
| Estados Unidos            | Canadá            | Brasil            | Puerto Rico            |
| ------------------------- | ----------------- | ----------------- | ---------------------- |